# Kent Werne
Kent Roger Werne, född 20 januari 1978 i Sundsvall, är en svensk journalist och författare. Han har främst skrivit reportageböcker.
Wernes första reportagebok, Du sköna nya hem – om utförsäljningen av allmännyttan, gavs ut 2010 av Ordfront förlag. Hans andra bok Amerikansk höst – reportage från ojämlikhetens land utkom inför presidentvalet i USA 2012. 2014 släpptes hans tredje bok Ofärdsland – livet längs arbetslinjen på Bokförlaget Atlas. Hans fjärde bok Allt är en konspiration – en resa genom underlandet gavs ut 2018 och hans femte bok Konspirationsfeber 2021, båda av Ordfront förlag. Werne är också medförfattare till antologierna Skitliv (Bokförlaget Atlas 2012), Den stora omvandlingen – en granskning av välfärdsmarknaden (Leopard förlag 2014) och Det yttersta ansvaret (Premiss förlag) 2016.
Som frilansjournalist har Werne bland annat granskat och skrivit om privatiseringar, riskkapitalbolag, finansmarknaden, arbetsmarknaden och amerikansk politik. Han har publicerats i Dagens ETC, Aftonbladet, Sydsvenskan, Helsingborgs Dagblad, Arbetet och Dagens Arena.
Som utredare har Werne skrivit rapporter för Journalistförbundet om otryggheten i mediebranschen och för LO om skolindustrin.
Han är bosatt i Stockholm.